# اليوم العالمي للغات الإشارة
يتم الاحتفال باليوم العالمي للغات الإشارة (IDSL) سنويًا في جميع أنحاء العالم في 23 سبتمبر من كل عام جنبًا إلى جنب مع الأسبوع الدولي للصم .
اختيار 23 سبتمبر هو نفس التاريخ الذي تم فيه تأسيس الاتحاد العالمي للصم في عام 1951
.

## السمات
- 2019 : حقوق لغة الإشارة للجميع!
- 2018 : باستخدام لغة الإشارة ، يتم تضمين الجميع!